# Die Frau, die die Männer bezaubert
Die Frau, die die Männer bezaubert ist ein US-amerikanisches Stummfilmdrama aus dem Jahr 1924 von Robert Z. Leonard mit Mae Murray in der Titelrolle. Der Film wurde von Metro-Goldwyn-Mayer in den Verleih gebracht und basiert auf einer Erzählung von Vicente Blasco Ibáñez.

## Handlung
Die antike Zauberin Circe verwandelte Menschen durch Magie in Schweine. Die moderne Circe, Cecilie Brunne, erreicht ähnliche Ergebnisse mit Alkohol. Cecilie, desillusioniert mit 18, nachdem sie eine Klosterschule in New Orleans verlassen hat, schwört, dass alle Männer für das bezahlen werden, was sie verloren hat. Unberührt von der Begierde, die sie weckt, quält sie ihre Opfer und erhebt Tribut. Nur ein Mann, Dr. Van Martyn, kann ihrem Charme standhalten.
Zunächst verärgert, gerät Cecilie in Verzweiflung, findet ein Leben ohne seine Liebe unmöglich und veranstaltet eine wilde Party in ihrer Villa auf Long Island. Auf dem Höhepunkt einer Orgie voller Alkohol, Spiel und Tanz erkennt Cecilie, dass sie mit diesem Leben nicht weitermachen kann, und zieht sich in das Kloster von Schwester Agatha in New Orleans zurück. Als sie eines Tages das Leben eines Kindes rettet, wird sie überfahren und es besteht die Gefahr, dass sie nie wieder laufen kann. Als eine Untersuchung ansteht, betritt Dr. Van Martyn den Raum und Cecilie stolpert in seine Arme.

## Hintergrund
Gedreht wurde der Film in Los Angeles sowie in den MGM-Studios in Culver City.
Einer Zeitungsmeldung vom Oktober 1924 zufolge schrieb Vicente Blasco-Ibáñez die Erzählung speziell für die Hauptdarstellerin Mae Murray und markierte damit das erste Mal, dass der spanische Bestsellerautor ein Projekt direkt für die Leinwand entwickelte.
Cedric Gibbons oblag die künstlerische Leitung.
Der Film galt als verschollen, bis 2023 eine Kopie der sieben Filmrollen im Národní Filmografie Archiv in Prag lokalisiert wurde.

## Veröffentlichung
Die Premiere des Films fand am 6. Oktober 1924 statt. Im Deutschen Reich kam er im November 1925 in die Kinos.